# Staying Power
Staying Power – piosenka zespołu Queen z 1982 roku, którą napisał Freddie Mercury. Utwór jest ścieżką otwierającą album Hot Space (1982). W lipcu tego samego roku „Staying Power” wydano na singlu.
W Polsce utwór „Staying Power” zajął 21. miejsce na liście przebojów Trójki.

## Historia

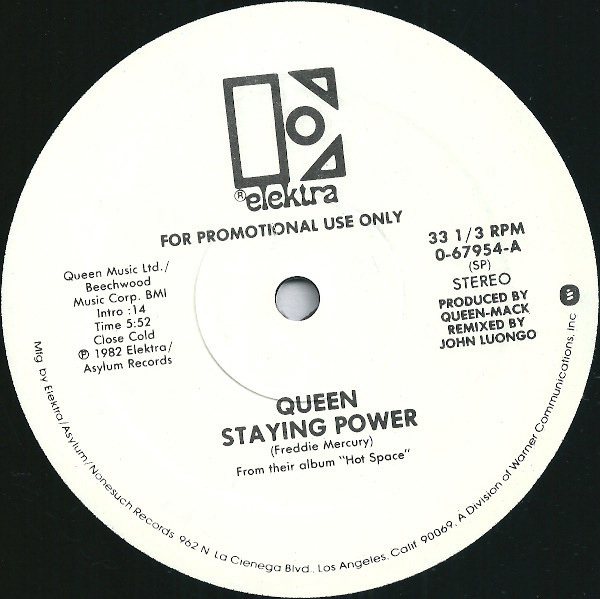
Etykieta singla „Staying Power” (promo 12″, USA)

Podczas nagrywania piosenki „Staying Power” Roger Taylor użył automatu perkusyjnego Linn LM-1, Mercury zagrał na syntezatorze marki Oberheim, Brian May wykorzystał podczas sesji nagraniowej swoją gitarę Red Special, a basista John Deacon zagrał na gitarze rytmicznej. Wersja utworu z albumu jest aranżacją z wykorzystaniem rogu, dętego instrumentu blaszanego. Tę sekcję nagrał w Nowym Jorku Arif Mardin (m.in. producent Arethy Franklin). W wersjach koncertowych gitarzysta Brian May nadawał utworowi swoją grą bardziej rockowy charakter, którego brakowało mu w oryginalnej wersji studyjnej piosenki.
Singiel „Staying Power” wydano w Japonii 31 lipca 1982 roku. W Stanach Zjednoczonych wydany został w listopadzie tego samego roku. W Japonii na stronie B singla umieszczono utwór „Calling All Girls”, a w Stanach Zjednoczonych na drugiej stronie znalazła się piosenka „Back Chat”.

### Występy na żywo
Piosenka „Staying Power” była grana podczas Hot Space Tour, a także w trakcie pierwszych występów europejskiej części kolejnego tournée zespołu, The Works Tour. Wersja koncertowa utworu różni się od wersji z albumu i singla. Angielski klawiszowiec i kompozytor Morgan Fisher podczas występów grał partie na syntezatorze basowym, Deacon grał na gitarze rytmicznej, May na gitarze elektrycznej, natomiast Taylor wykorzystywał perkusję zarówno akustyczną, jak i elektroniczną.
Nagranie koncertowe, zarejestrowane w angielskim Milton Keynes w 1982 roku, zamieszczono na albumie i DVD Queen on Fire – Live at the Bowl (2004), na kompilacji wideo Greatest Video Hits 2 (2003) oraz na albumie Hot Space z 2011 roku (CD, dwupłytowa wersja deluxe).

## Listy przebojów
| Kraj | Lista | Pozycja | Źr.   |
| ---- | ----- | ------- | ----- |
| PL   | LP3   | 21      | [ 1 ] |

## Personel
- Freddie Mercury – wokal główny, wspierający, syntezator, syntezator basowy
- Brian May – gitara elektryczna
- Roger Taylor – perkusja elektroniczna, automat perkusyjny
- John Deacon – gitara elektryczna

Pozostali
- Arif Mardin – aranżacja: róg